# Richwood (New Jersey)
Richwood è un census-designated place (CDP) degli Stati Uniti d'America, situato nello stato del New Jersey, nella contea di Gloucester.